# 아비키촌
아비키촌(網引村)은 일본 히로시마현 아시나군에 설치되었던 촌이다. 현재의 후쿠야마시의 일부에 해당한다.

## 역사
- 1889년 4월 1일 - 정촌제 시행에 의해 아시다군 아비키촌이 발족하였다.
- 1900년 4월 1일 - 군의 통합에 의해 아시나군에 소속되었다.
- 1955년 2월 1일 - 신이치정, 쓰네카네마루촌, 도데촌, 핫토리촌과 합병해 새로운 신이치정이 신설하여 폐지되었다.

## 참고문헌
- 角川日本地名大辞典 34 広島県
- 『市町村名変遷辞典』東京堂出版、1990年。